# Apocryphe (littérature et art)
Pour les articles homonymes, voir Apocryphe.

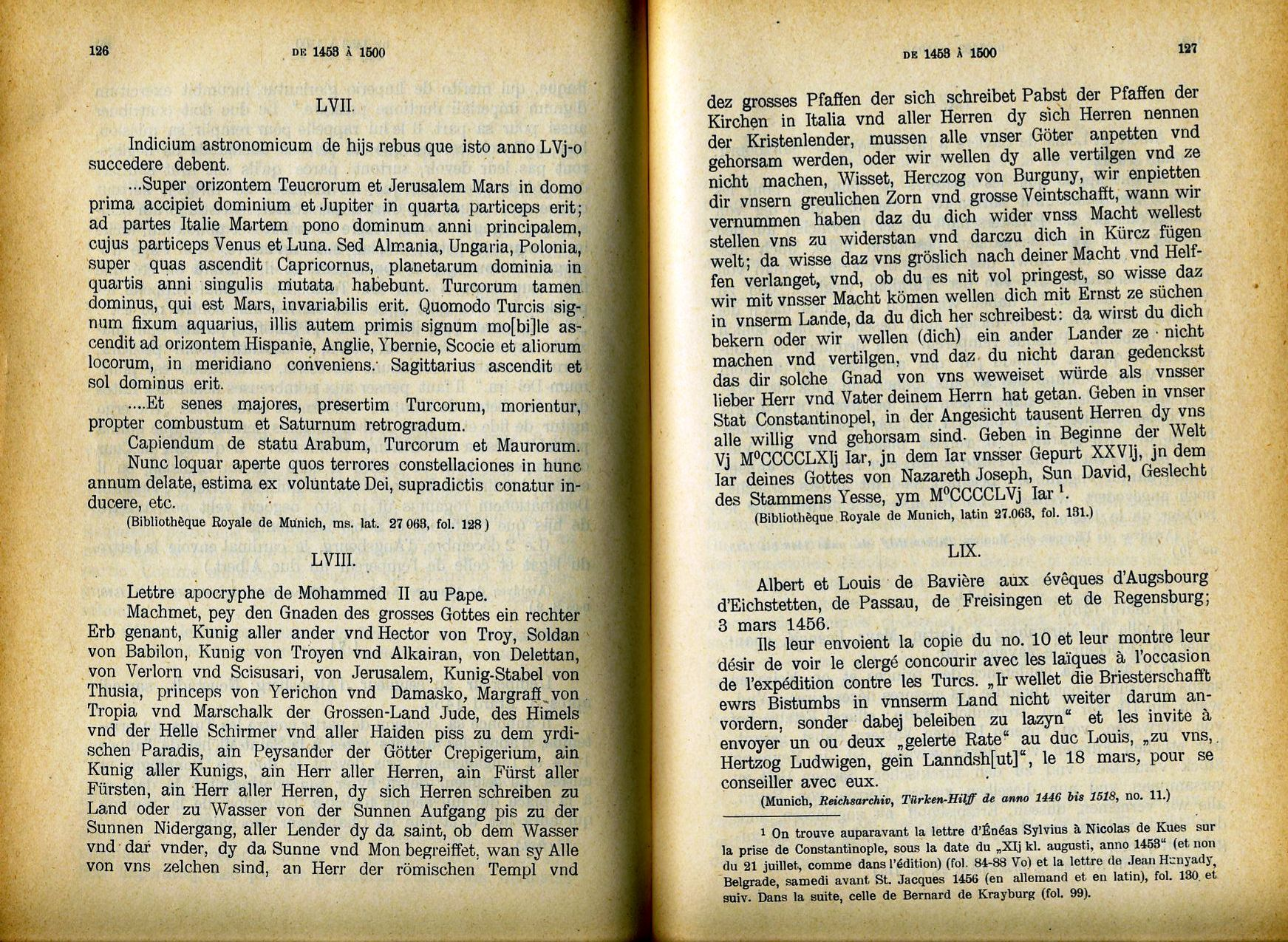
Lettre apocryphe de Mohammed II au Pape (tiré de Notes et extraits pour servir à l'histoire des croisades au XVe siècle)

Une œuvre est qualifiée d’apocryphe (du grec ἀπόκρυφος / apókryphos, « caché ») lorsque son « authenticité n'est pas établie ».

## Littérature
Toutes les littératures connaissent des apocryphes, certaines se sont même fait une spécialité d'autobiographies apocryphes,. On parle de pseudépigraphe quand le titre ou le nom de l'auteur est faux.

## Art
Dans le domaine des arts plastiques, on parle de signature apocryphe, de monogramme apocryphe et de date apocryphe. L'indication apocryphe peut être frauduleuse, pour attribuer une œuvre à un artiste célèbre, ou de bonne foi pour attester une tradition.